# The Manchurian Candidate (film 2004)
The Manchurian Candidate è un film del 2004 diretto da Jonathan Demme, basato sul romanzo L'eroe della Manciuria di Richard Condon del 1959 e remake del film del 1962 Va' e uccidi (The Manchurian Candidate) di John Frankenheimer. È stato presentato fuori concorso alla 61ª Mostra internazionale d'arte cinematografica di Venezia.

## Trama
Il maggiore Bennett ("Ben") Marco è un veterano di guerra degli Stati Uniti che, dopo l'esperienza nell'operazione militare Desert Storm, continua a essere tormentato da allucinazioni e strani incubi, che scopre essere ricorrenti anche per alcuni suoi ex commilitoni. Fra essi c'è anche il sergente Raymond Prentiss Shaw, figlio della potentissima senatrice Eleanor Shaw, che si è candidato per il ruolo di Vicepresidente degli Stati Uniti: la donna è una politica manipolatrice e oltremodo influente, legata al figlio in modo morboso, al punto d'essere stata la causa principale della fine della sua relazione giovanile con Jocelyne, figlia del senatore Tom Jordan, suo acerrimo rivale in politica.
Investigando su cos'è accaduto veramente in Kuwait a se stesso e al suo commando, Bennett Marco scopre di essere stato sottoposto a un elaborato lavaggio del cervello e a ripetuti esperimenti medici, compreso l'impianto di un microchip nascosto nel proprio corpo: questo è accaduto sia a lui, sia a Shaw, sia a tutti gli altri commilitoni, molti dei quali negli anni successivi sono morti per incidenti o cause naturali. Bennett Marco risale quindi alla Manchurian Global, onnipotente corporation con forti legami con la scena politica americana, e in particolare con la famiglia Shaw.
Bennett Marco incontra una donna, Eugenie Rosie, che poi scopre essere un agente sotto copertura dell'FBI, già sulle tracce di ciò che si cela dietro la Manchurian Global. Marco tenta di rivelare come stanno le cose a Tom Jordan; il senatore crede solo parzialmente al racconto di Marco, ciò nonostante decide di confrontarsi con la senatrice Shaw, che lo accusa di voler utilizzare le notizie per una campagna denigratoria nei confronti di suo figlio. A quel punto la senatrice "attiva" il figlio, attraverso un comando vocale, rendendolo un burattino nelle sue mani.
Sotto gli ordini della madre, Raymond Shaw in "trance" uccide rimanendo freddo e impassibile il senatore e la figlia Jocelyne, donna che lui ha sempre amato. Quando Raymond Shaw si rende conto di quel che ha fatto viene nuovamente manipolato dalla madre, affinché pensi che ciò che è accaduto era inevitabile e giusto. Senza più concorrenti, Raymond Shaw diventa il nuovo vicepresidente degli Stati Uniti. Intanto si rivela che il vero obiettivo della Manchurian Global e della senatrice non è la vicepresidenza ma la presidenza degli Stati Uniti: infatti, secondo i piani, la sera dell'elezione il nuovo presidente sarà ucciso, promuovendo contemporaneamente a Presidente degli Stati Uniti d'America il Vicepresidente neoeletto Raymond Shaw.
L'assassino designato è proprio Bennett Marco che, come Raymond Shaw, a causa degli esperimenti subiti in Kuwait può essere comandato come un robot: ad attivare Bennet Marco affinché uccida il Presidente è proprio la senatrice Eleanor Shaw, di cui è ormai chiara la collusione con la Manchurian Global per la scalata alla Casa Bianca. Raymond Shaw e Bennett Marco però iniziano a rendersi conto di ciò che sta loro succedendo, nonostante siano sotto il controllo della Manchurian Global, e riescono persino ad avere un libero confronto fra loro grazie alla complicità dell'FBI. Attraverso una telefonata giunta in quell'occasione, la senatrice Shaw tenta di manipolare vocalmente la mente di Bennett.
Giunto il fatale momento della cerimonia in cui Bennett, in virtù delle sue eccezionali qualità di cecchino, sarà costretto a sparare al presidente appena eletto, la scena viene resa intenzionalmente ambigua: sembra che Bennett e Raymond siano ancora sotto il controllo della senatrice ma, arrivato il momento fatidico, Raymond abbraccia la madre fingendo di festeggiare la vittoria e si posiziona con lei nel punto in cui sa che Marco è tenuto a sparare: Bennett Marco esplode il colpo e uccide sia Raymond che Eleanor Shaw, anziché il presidente; prima del colpo, Raymond rivolge un eloquente e sincero sorriso nel punto in cui sa che si trova l'amico appostato.
Raymond Shaw, dunque, nonostante i sofisticati tentativi di manipolazione comportamentale orditi dalla Manchurian Global con la complicità della madre, è riuscito a liberarsi dall'oppressivo vincolo psicologico. Con il suo estremo sacrificio, conferma definitivamente il suo autentico ideale politico di dedizione al proprio Paese e di un profondo senso della giustizia. Prima che Bennett Marco completi l'esecuzione dell'ordine ricevuto e quindi esploda il secondo colpo contro sé stesso, viene scovato e fermato dall'agente Eugenie Rosie dell'FBI. Dopo la morte del vicepresidente Raymond, Eugenie Rosie decide di nascondere l'identità di Bennett Marco, che sarebbe stato individuato comunque come l'assassino perché ripreso dalla videosorveglianza, e di sostituirla con quella d'un agente defunto della Manchurian Global.
Quindi l'FBI decide di rivelare alla stampa le carte e i documenti relativi agli esperimenti condotti dalla Manchurian Global, accusandola pubblicamente di aver tentato un colpo di Stato contro il governo democratico degli Stati Uniti. Nell'ultima scena, Rosie porta Bennett Marco nei luoghi in cui erano stati effettuati gli esperimenti su di lui e sul suo plotone: Marco, ormai pienamente conscio di cosa sia realmente accaduto, lascia che il mare porti via una fotografia del suo plotone, insieme alla medal of honor consegnatagli da Raymond Shaw, che se ne riteneva indegno (avendo scoperto che il suo presunto atto di eroismo non era che la copertura del tempo trascorso da lui e dai suoi commilitoni in un laboratorio segreto e un modo di preparare la sua ascesa politica presentandolo come un "eroe di guerra") ma che ora, dopo il suo estremo sacrificio, è davvero un eroe. 

## Produzione
La produttrice Tina Sinatra è figlia di Frank, interprete del film omonimo (in lingua originale) del 1962.